# Merel Bechtold
Merel Bechtold (Blaricum, 27 februari 1992) is een Nederlandse gitariste van onder andere de metalband MaYaN. Van 2013 tot 2019 speelde ze gitaar bij Delain.

## Biografie
Merel Bechtold speelt gitaar vanaf haar 15e (2007). Nog datzelfde jaar (2007) richtte ze samen met anderen de band Purest of Pain op, een moderne, melodieuze deathmetalband, waarin ze  leidende gitaar speelt. In de daaropvolgende twee jaren, speelde ze in grotere, internationale events en festivals met bands zoal Suicide Silence, Unearth, Grave, All Shall Perish, Delain en anderen. In 2013 was de release van haar single Momentum en in 2014 speelde ze op het grote metalfestival Wacken Open Air.
Eind 2012 trad Bechtold voor het eerst op met Delain. In 2013, viel ze voor het eerst in voor Timo Somers, Delain’s Leadgitarist. In dezelfde periode trad ze op diverse concerten op van de Purest of Pain. In oktober 2014, kwam ze onder contract bij Isaac Delahaye (Epica, ex-MaYaN) die MaYaN moest verlaten voor andere prioriteiten. Ze speelde op twee concerten mee in januari 2015 als vervangster. Bij het tweede concert werd ze door de band gevraagd als vast lid van de band.
In de zomer van 2014 werd ze onderdeel van Anneke van Giersbergen's The Gentle Storm, met haar echtgenoot Rob Snijders. Tegelijkertijd speelde ze diverse concerten mee met Delain. In 2015 vergezelde ze Delain bij andere concerten met Sabaton; vanaf oktober 2015 werd ze officieel een permanent lid van Delain. Ze verliet de band in 2019.

## Instrumenten
Bechtold gebruikt gitaren van de Hollandse custom guitar shop VanderMeij Guitars, uit Amsterdam. Ze treedt meestal op het podium op met haar zevensnarige multiscale VanderMeij Magistra. Als versterker gebruikt ze de ENGL 650, Ritchie Blackmore Signature. Voor de effecten gebruikt Bechtold Strymon El Capistan digital tape echo en Octaver Polish Taurus. Ze gebruikt Ernie Ball-snaren en Dunlop Jazz stitches.

## Muzikale activiteiten
- Purest of Pain – Solipsis (2018) geproduceerd, gitaren en bas, alle teksten geschreven (behalve E.M.D.R.)
- Verenigde Staten (toer) met Delain en de Zuid-Amerika support toer 2018 Delain  (Nightwish)
- Rusland, Verenigde Staten, Europa: Danse Macabre tour met Marko Hietela (Delain 2017)
- Festival seizoen 2016; Graspop, Download UK, Hellfest, Metaldays en Tuska
- Verenigde Staten, Europese toer (Delain 2016)
- Europese toer Delain (Sabaton + Battle Beast)
- The Gentle Storm, album 2015
- Lid van MaYaN 2014
- Purest of Pain – optreden Wacken 2014
- Dear Mother - bulletproof 2021